# Ram Chandra Poudel
Ram Chandra Paudel (Tanahu, 15 de octubre de 1944) es un político nepalí, presidente de la República Federal Democrática de Nepal desde marzo de 2023. Anteriormente se desempeñó como vice primer ministro de 2000 a 2002 y presidente de la Cámara de Representantes de Nepal de 1994 a 1999. Paudel es uno de los líderes del Congreso Nepalí. Paudel fue electo miembro del parlamento en las elecciones generales de 2022.
En las elecciones de la Asamblea Constituyente de 2008, fue elegido del distrito electoral de Tanahu 2, ganando 18.970 votos. Fue elegido líder del Partido Parlamentario del Congreso de Nepal el 20 de junio de 2009, obteniendo 61 votos frente a Sher Bahadur Deuba, ex primer ministro que recibió 48 votos.
Paudel fue candidato presidencial para las elecciones presidenciales de 2023. Recibió el apoyo del primer ministro Pushpa Kamal Dahal, lo que aseguró su nominación como el próximo presidente de Nepal. Fue elegido con el 65.5% de los votos.
| Color | Nombre               | Votos       | Porcentaje | Partido político                                          |
| ----- | -------------------- | ----------- | ---------- | --------------------------------------------------------- |
|       | Ram Chandra Poudel   | 33802 votos | 65.54%     | Congreso Nepalí                                           |
|       | Subaschandra Nemwang | 15518 votos | 31.46 %    | Partido Comunista de Nepal (Marxista-Leninista Unificado) |